# Unmei no Roulette Mawashite
"Unmei no Roulette Mawashite" (運命のルーレット廻して Spinning the Roulette of Destiny) là đĩa đơn thứ 25 của Zard được phát hành vào ngày 17 tháng 9 năm 1998. Bài hát được sử dụng làm bài hát mở đầu anime Thám tử lừng danh Conan và đạt hạng 1 trên bảng xếp hạng tuần của Oricon. Khi Sakai Izumi qua đời, nó được chọn là một trong bài hát hay nhất của cô trong cuộc bình chọn Oricon.

## Danh sách bài hát
1. Unmei no Roulette Mawashite (Bài hát mở đầu thứ tư anime Thám tử lừng danh Conan)
2. Shoujo no Koro ni Modotta Mitai ni (Nhạc chủ đề Thám tử lừng danh Conan: Mục tiêu thứ 14)
3. Unmei no Roulette Mawashite (karaoke gốc)